# Moisés Solana
Moisés Solana Arciniega (n. 26 decembrie 1935 - d. 27 iulie 1969) a fost un pilot de curse auto mexican care a evoluat în Campionatul Mondial de Formula 1 între anii 1963 și 1968.